# سفيد تشاه (شهدا بهشهر)
سفید تشاه (بالفارسية: سفیدچاه) هي قرية تقع في إيران في Shohada Rural District. يقدر عدد سكانها بـ 137 نسمة بحسب إحصاء 2016.